# Impasse Stoltz
Pour les articles homonymes, voir Stoltz.
L'impasse Stoltz  (en alsacien Stolzengässel) est une voie du centre de Strasbourg.  En cul-de-sac, piétonnière, elle s'ouvre dans la rue du Bain-aux-Roses, face à l'aile orientale du Palais Rohan. 
Du fait de son tracé en équerre, on ne voit pas, depuis la rue, l'extrémité de l'impasse, qui aboutit à l'arrière d'un bâtiment connu sous le nom de « maison des nains » et donnant sur le no 5 de la rue des Écrivains.

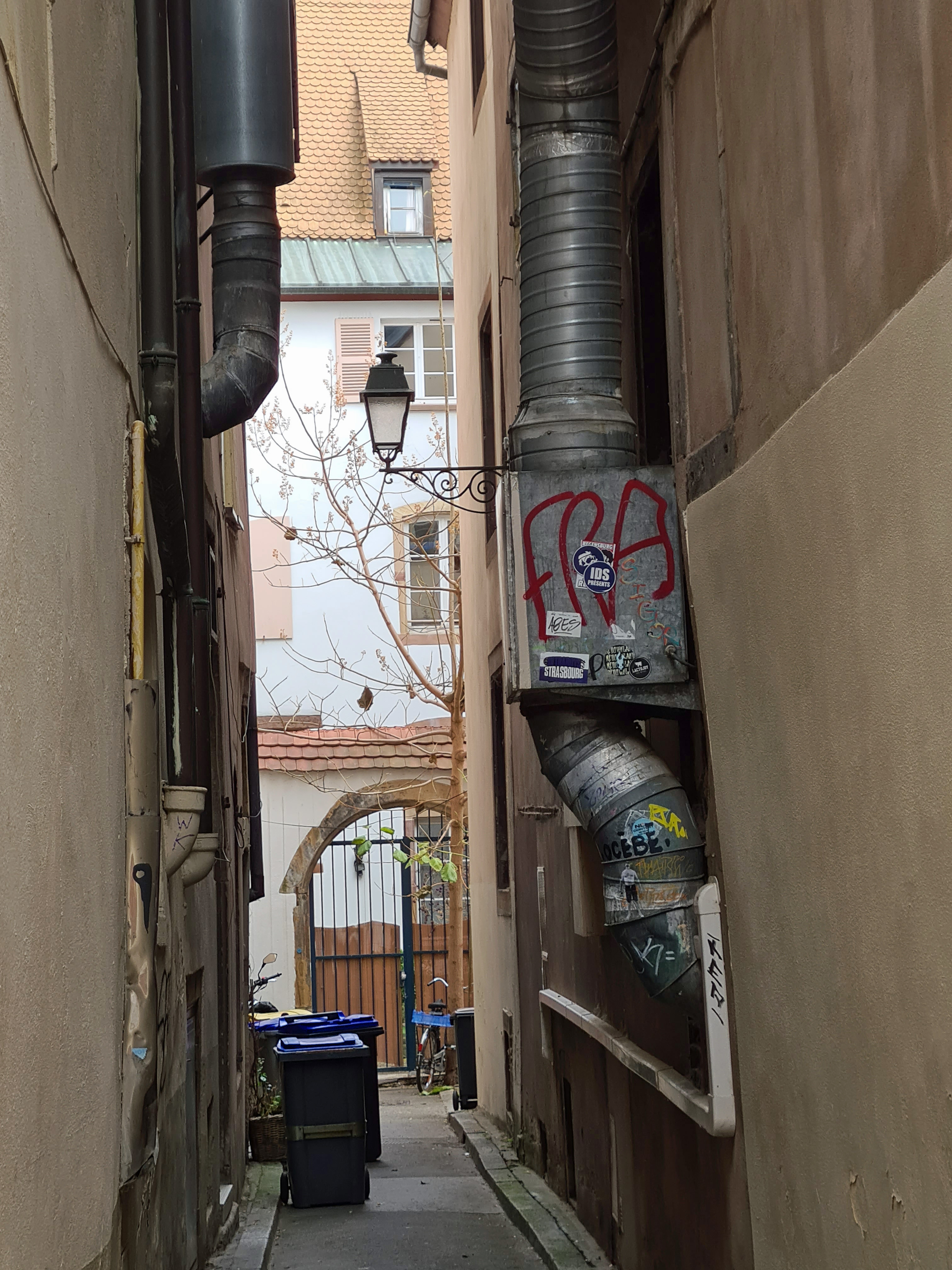
Entrée dans l'impasse.
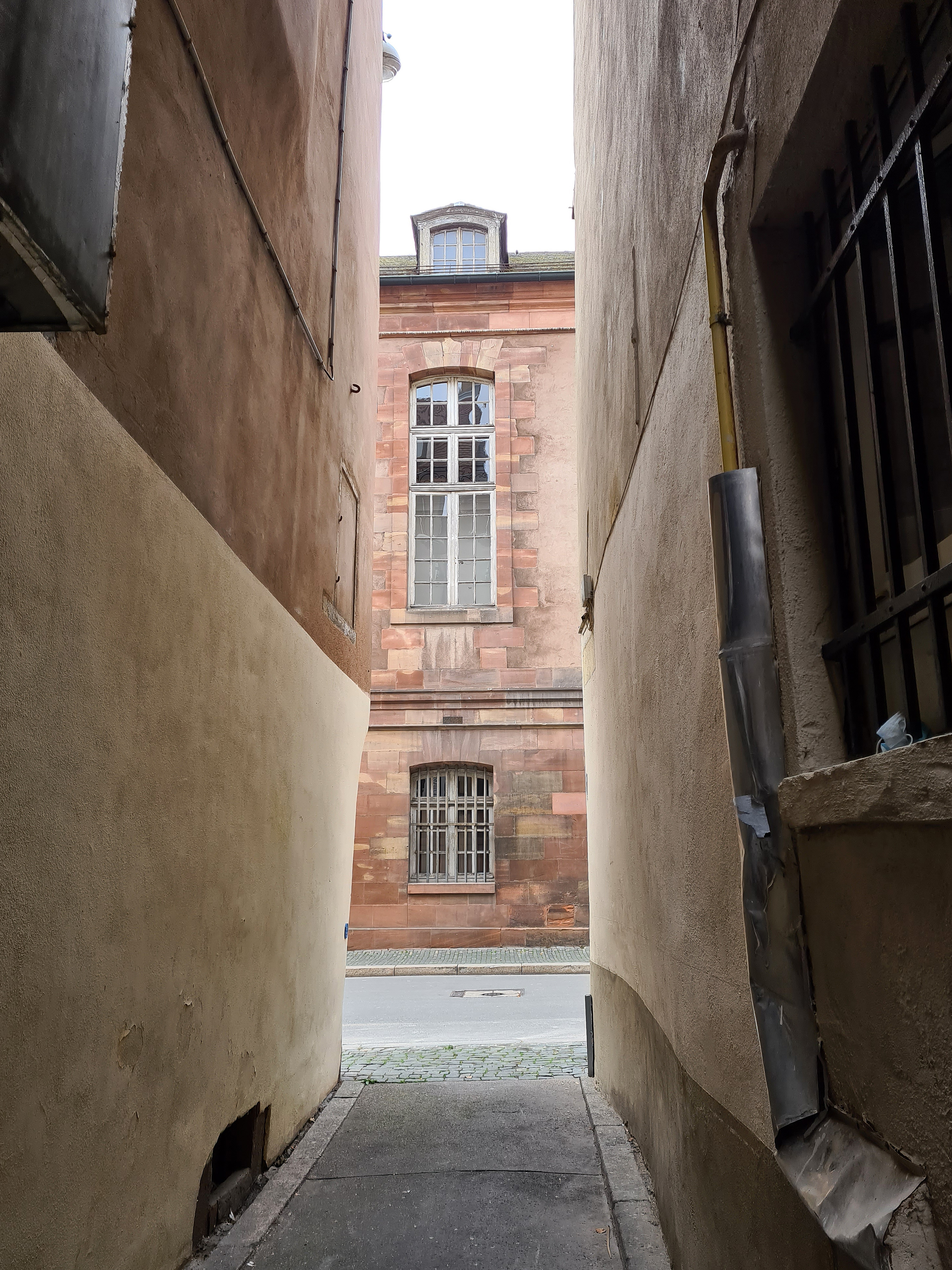
Sortie face au Palais Rohan.

## Toponymie
Au fil des siècles, la voie a successivement porté les noms suivants, en allemand ou en français : Vicus zu dem Dorfmane  (1355), Schlupf beim Mülstein (1466), Mülsteingässlein (1685), rue Stoltz (1792), ruelle de la Maison Commune (1794), impasse Stoltz (1856, 1918), Stolzengässchen (1872, 1940) et, à nouveau, impasse Stoltz depuis 1945. « Stoltz » (ou Stolz, Stotz ?) ferait référence à une famille d'architectes.